# Hincksella alternans
Hincksella alternans is een hydroïdpoliep uit de familie Syntheciidae. De poliep komt uit het geslacht Hincksella. Hincksella alternans werd in 1888 voor het eerst wetenschappelijk beschreven door Allman. 